# Zengakuren
Zengakuren (全学連?), abreviatura de Federación Japonesa de Asociaciones Estudiantiles (全日本学生自治会総連合 Zen-Nihon Gakusei Jichikai Sōrengō?), es una organización radical y comunista de estudiantes creada en 1948. Ha tomado parte en el movimiento contrario a la purga anticomunista y en la oposición a la guerra de Corea. Tras actividades relacionadas con la revisión del Tratado de Cooperación y Seguridad Mutua entre Japón y Estados Unidos (1960), la federación fue dividida. Posteriormente cada una de las organizaciones surgidas tras la división del Zengakuren original siguió usando el nombre Zengakuren.

## Historia
Zengakuren surgió a principios del período de posguerra cuando los estudiantes de las universidades japonesas establecieron asociaciones autónomas ( jichikai ) para protestar contra los remanentes fascistas percibidos en el sistema universitario y organizarse contra los aumentos de matrícula propuestos. Todos los estudiantes universitarios eran inscritos automáticamente en estas asociaciones y las cuotas se deducían automáticamente de su matrícula.  A raíz de una huelga general fallida en 1947, el Partido Comunista de Japón (PCJ) intervino para organizar las asociaciones universitarias separadas en una única organización a nivel nacional. Como resultado de este extenso esfuerzo organizativo, la formación de Zengakuren se anunció oficialmente el 18 de septiembre de 1948 Teruo Takei, un estudiante de la Universidad de Tokio y miembro del Partido Comunista Japonés, fue el primer presidente de la organización. Hacia finales de 1948, Zengakuren comprendía casi el 60% de la población estudiantil total de Japón.
En noviembre de 1959, el primer ministro Nobusuke Kishi propuso el borrador de la revisión del Tratado de Cooperación y Seguridad Mutua (también conocido como "Anpo") entre Estados Unidos y Japón. La primera versión de este Tratado fue en 1951, y estuvo "diseñado para vincular a Japón, en cooperación con la intervención militar de Estados Unidos. Además de proporcionar su territorio para el uso de bases militares, Japón también produjo diversas piezas de armamento durante las guerras de Corea y Vietnam. Esta sumisión ayudó a la nación a recuperarse rápidamente de las ruinas de la guerra y a avanzar hacia una sociedad consumista y mediatizada".
La ratificación del "Tratado de Cooperación y Seguridad" encontró una importante resistencia por parte de la población japonesa, provocando una gran movilización de protesta formada por unos 80,000 estudiantes y obreros que portaban banderas rojas irrumpieron en el Edificio Nacional de la Dieta, un órgano gubernamental donde se intentaba llegar a tal acuerdo y se enfrentaron a unos 5.000 policías. El primer ministro salió del edificio e intentó tomar un avión para firmar el tratado, sin embargo, miles de manifestantes lo esperaron en el Aeropuerto Internacional de Tokio para impedírselo. Durante la noche, la policía desaloja a los estudiantes con violencia y detiene a varias decenas. A raíz de ello se organizan grandes marchas dando una alianza entre estudiantes, obreros e intelectuales. 

Durante las movilizaciones contra la ratificación del Anpo, el Zengakuren estuvo liderado por el Bund. Este era una organización de “nueva izquierda” fundada por estudiantes radicales que se habían separado del Partido Comunista de Japón (PCJ) en 1958. La razón fue la estalinización del partido, en particular su conversión al parlamentarismo y el apoyo de las dirigencias a la represión del levantamiento de Hungría en 1956. Una facción minoritaria que participó en el movimiento fue la Liga Comunista Revolucionaria (Kakukyōdō), conformada en 1956 por intelectuales trotskistas.
En 1960, el Consejo Nacional para Prevenir la Revisión de Ampo fue reunido por una coalición del PCJ, el Partido Socialista de Japón (PSJ), el Consejo General de Sindicatos (Sōhyō) y Zengakuren, entre muchas otras organizaciones. Ante todo, cada vez más ciudadanos se fueron sumando a la protesta callejera. Bajo el liderazgo de Bund, Zengakuren logró encabezar el movimiento, superando al PCJ; sin embargo, en el momento culminante de las protestas, el propio movimiento se vio desbordado por las masas, que irrumpieron espontáneamente en el Edificio del Parlamento Nacional de Tokio y lo ocuparon. La incontrolable energía de las multitudes insurrectas sorprendió a los miembros del Bund, que habían confiado en su capacidad para conducir el rebaño.
El 4 de junio de 1960, el sindicato socialista declara la huelga general, la cual también encabezaban los mineros y los trabajadores de ferrocarril, con los que finalmente la Zengakuren se asocia. El 19 de junio, fecha en que se planeaba ratificar el tratado nuevamente miles de estudiantes asaltan la Dieta. Durante el enfrentamiento, la líder estudiantil Michiko Kamba muere a manos de la policía generando así un rechazo mayor al gobierno. Pese a ello la revuelta fue aplastada, el Tratado fue firmado y el Bund se fracciono en tres "sectas". "Con el desmantelamiento tripartito del Bund, Kakukyōdō (la facción trotskista) absorbió a dos de las tres facciones divergentes y se convirtió en la secta más grande"

## Después del Tratado
La organización nacional Zengakuren se dividió en numerosas facciones, en guerra entre sí, conocidas como “sectas” (sekuto), cada una de las cuales estableció su propia “Zengakuren”. Sin embargo, las numerosas Zengakurens rivales tenían un tamaño relativamente pequeño, que oscilaba desde unos cientos hasta unos pocos miles de miembros, de forma que su capacidad para movilizar a un gran número de estudiantes para las protestas fue disminuyendo a lo largo de la primera mitad de la década de 1960.
Las diversas nuevas sectas que se dieron a comienzos de la década de los sesenta, terminaron por dividir también a la Liga Comunista Revolucionaria (Kakukyōdō), que luego de la fragmentación del Bund había sido brevemente la facción más numerosa. Las divergencias teóricas y prácticas aplastaron el potencial revolucionario del movimiento estudiantil. Varias de estas facciones dieron cuenta de la necesidad de un desarrollo teórico más serio, por lo que se acercaron a distintas tendencias heterodoxas de la izquierda y a una lectura particular de Marx
Fue en este contexto que en 1963 se reunieron con la Internacional Situacionista en el contexto de una gira realizada en Europa por miembros del Zengakuren. “En ese año los situacionistas se reúnen en París con T. Kurokawa y Toru Tagaki, delegados del grupo filoanarquista japonés ‘Zengakuren’". La postura de la facciones más radicales del Zengakuren contra bloque del este y el occidental (que corresponden al soviético y el capitalista) concordaba íntegramente con la de los situacionistas y su crítica al espectáculo en su forma difusa y concentrada. Tal postura se demostraba en la consigna central del movimiento: Hantei Hansuta ( “antiimperialismo, antiestalinismo”).
Para la década de los sesenta la influencia del Zengakuren en el ámbito estudiantil se había reducido importantemente, no solo la derrota frente al Tratado había afectado la moral del movimiento, sino que el extraordinario crecimiento económico alteraría la composición de la sociedad, sobre la que se extendía un fuerte sentimiento de apatía política e individualismo. "En 1964, cuando las sectas intentaron protestar frente a la entrada de un submarino nuclear estadounidense en el puerto de Yokosuka, solo unos pocos cientos de estudiantes se presentaron".
No sería hasta finales de la década de lo sesenta que el Zengakuren y sus sectas se revitalizarían, esto en el contexto de la guerra de Vietnam y el periodo de revueltas que impulsaría el Mayo de 1968 Frances. En 1967, de nuevo estalla la violencia cuando un grupo de manifestantes armados con palos, escudos y cócteles molotov se dirigen al aeropuerto de Haneda para impedir la salida del primer ministro a Vietnam del sur. De nuevo en los enfrentamientos un estudiante muere. Se decide convocar una gran marcha hasta Tokio donde obreros y estudiantes acuden armados con palos y rostros cubiertos. La policía declara la Ley Marcial resultando en cientos de arrestos, centenares de heridos y numerosos establecimientos y edificios dañados. Los combates más duros se registraron frente a la estación de Shinjuku, lugar en el que pasaban la mayor parte de los abastecimiento de EE. UU. destinados a la guerra de Vietnam. "En octubre de 1968, decenas de miles de simpatizantes de estas sectas saquearían la estación de Shinjuku en el centro de Tokio, en lo que más tarde sería recordado como los “Disturbios de Shinjuku” (Shinjuku sōran jiken)"
Para 1967 la Internacional Situacionista en su folleto "De la miseria en el medio estudiantil" escrito por Mustapha Khayati reconocía respecto del Zengakuren lo siguiente: “Actualmente es la más importante formación revolucionaria del mundo y de aquí en adelante debe ser uno de los polos de discusión y reagrupamiento para la nueva crítica revolucionaria proletaria en el mundo”
Las divergencias de las sectas del Zengakuren hicieron necesario la conformación de una nueva organización que les superase, así fue que en junio de 1968, los estudiantes de la Universidad de Tokio y la Universidad Nihon, conformaron el Zenkyōtō (abreviación de zengaku kyōtō kaigi; “Consejos universitarios de lucha conjunta”). "Armados con cascos y palos de madera, tomaron y bloquearon sus campus frente a la policía. Zenkyōtō era independiente con respecto a las sectas y estaba abierto a cualquier participante voluntario, independientemente de su afiliación ideológica". "Formó una red anárquica y descentralizada para la organización y acción autónoma de los estudiantes [...] (que en la practica) se opuso a los aumentos de las matrículas, a la corrupción administrativa y al papel de la educación superior en la reproducción de la jerarquía de clases".

### El Zenkyōtō
En el libro Tratado para las juventudes en sublevación, se describe al Zenkyōtō como un diversificado movimiento radical de estudiantes de ultraizquierdas, que agrupaba a grupúsculos opositores a las tendencias generalmente dominantes del reformismo del Partido Comunista Japonés y sus sindicatos, como de la admiración estalinista al bloque del este, el cual consideraban una variedad del capitalismo realmente existente. Cada facción perteneciente al Zenkyōtō poseía sus propias características, pero todas ellas “con una cosa en común, que es el deseo de ver una revolución en Japón".
La reacción a la acelerada transformación económico-cultural ocurrida en un reducido período de tiempo en el Japón de la posguerra; las formas deshumanizantes de vida dentro de la ciudad; las condiciones de vivienda; la explotación académico-laboral; las relaciones interpersonales superficiales; la migración en masa del campo a la ciudad; los ritmos de vida y circulación económica que beneficiaba la instauración de una sociedad de consumo. Todos estos síntomas de descomposición social, sentidos colectivamente, significaron un excedente de los límites políticos de la revolución, una modesta línea de fuga del deseo de los aparatos que le codifican y reprimen. Las revueltas obreras y estudiantiles del Zenkyōtō fueron expresión colectiva del deseo, y como toda manifestación del deseo —que aparece como punto de quiebre con la normatividad usual que ordena, controla, subordina—, fueron necesariamente disruptivas con la sociedad y significaron la elevación de la política a una dimensión de la existencia [jit-suzon] que corresponde al resultado de ese excedente

A lo largo de 1968 y 1969, el movimiento Zenkyōtō se extendió espontáneamente por todo el país y llevó a cabo ocupaciones y huelgas de barricadas en muchas universidades, así como en algunas escuelas secundarias, logrando la paralización de "127 universidades en 1968 y 153 en 1969". Las universidades y escuelas secundarias ocupadas se convirtieron entonces en la base de varias acciones callejeras, así como de conferencias y eventos autoorganizados por los estudiantes El Zenkyōtō que originalmente estaba limitado a solo dos universidades, se extendió rápidamente por todo Japón, así mismo esta extensión del movimiento fue de la mano con su radicalización. De la reforma y democracia al interior de la universidad se paso a una crítica radical contra el capitalismo en todas sus formas.  

La cantidad precisa de estudiantes que participaron en el movimiento Zenkyōtō es imposible de saber. Sin embargo, según una amplia variedad de estimaciones, incluso en las universidades, que eran los epicentros del movimiento, los participantes ―entre activistas comprometidos y meros simpatizantes― representaban no más del 20% de la población estudiantil total. El otro 80% permanecía indiferente o se oponía al movimiento. En ese momento, la tasa de matriculación en la universidad entre los jóvenes era de alrededor del 20%, lo que significa que no más del 4% de los jóvenes de entre 18 y 23 años (aproximadamente 300.000 estudiantes) participaron en el movimiento o lo apoyaron.

#### Insurgencia y Contracultura
El escenario político radicalizado impulsó la contracultura japonesa, desde el manga, la música y el cine. Una situación que ya se había desencadenado a raíz de la revuelta contra el Anpo por el Zengakuren, en que proliferaron colectivos artísticos radicales, como  el Hi-Red Center (ハイレッド・センター) que asumía la “acción directa”, para concienciar sobre los absurdos y contradicciones de la sociedad japonesa.
Pero, y de forma mucho más transversal, fue en la cultura del manga donde los jóvenes encontraron en los trabajos de mangakas como Sanpei Shirato e Ikki Kajiwara (creador de Ashita no Joe) su fuente de inspiración y de reflexión. Sería el manga, sobre todo en el más políticamente consciente, centrado en personajes marginados, que vivían en condiciones de miseria y tenían una vida de infortunios, el que serviría a toda una generación de jóvenes alienados que pasarían a formar parte del movimiento de revuelta. Se hizo costumbre encontrar universitarios leyendo manga entre las barricadas, y el uso de personajes como mascotas y símbolos por las facciones del Zenkyōtō.
La escena artística no fue para nada homogénea, al igual que las corrientes políticas del movimiento estudiantil, existían varias vertientes que bien chocaban entre ellas y no terminaban de cuajar de todo en la escena. Por un lado afloraba la inspiración y experimentación artística a partir de la influencia extranjera, mientras que por otro lado había quiénes la deploraban  y defendían el regreso a la música folk y a la tradición (a propósito es conocido que los estudiantes de izquierda leían al escritor tradicionalista Yukio Mishima).

### Yukio Mishima vs elTōdai Zenkyōtō
En 1969 Yukio Mishima, consagrado novelista, poeta, cineasta, tres veces postulado al novel de literatura aceptó la invitación a participar de un debate público con el Todai Zenkyōtō, que era la unión de las asambleas de todas las carreras y campus de la Universidad de Tokio. Las controversias relacionadas al debate, así como el enorme interés que existía respecto a este tenían relación por un lado con las antagónicas posiciones entre ambas partes y por otra con la inmensa fama que gozaban en la cultura japonesa de ese momento El debate se realizó el 13 de mayo de 1969 en el campus de Komaba de la Universidad de Tokio y "versó sobre los conceptos de violencia política, alienación, libertad, apatridia, nacionalidad y también sobre la figura del emperador" frente a más de 1.000 participantes del movimiento estudiantil, durando en total aproximadamente dos horas y media.
Este debate fue vivamente controversial para la época y convocó las miradas de la sociedad nipona, justamente por las ideas que entraron en controversia: unas, vinculadas al deseo restaurador de la tradición japonesa; otras, impulsadas por el deseo de transformación revolucionaria; ambas, con una versada crítica del Japón de posguerra y de los impactos del gran milagro económico japonés ligados a la modernización en curso
Mishima que elogiaba los anticuados ideales del bushidō y el kokutai (esencia-identidad-carácter-política-comunidad-entidad nacional), era también fundador de la milicia privada Tate-no-kai (“sociedad del escudo”, que no usaba armas excepto la espada sagrada del líder) asistió al debate sin escolta, -aunque con la presencia de miembros desarmados de su milicia privada entre el público-, pese a que el novelista temió en momentos por su vida. El debate finalizaría con éxito y sin mayores conflictos, la transcripción posteriormente sería publicada en un libro best seller y las ganancias recaudadas dividas entre ambas partes. Mishima diría lo siguiente a propósito de las ganancias: “Yo gasté mi parte en los uniformes del Tate-no-kai, supongo que ustedes van a gastar su parte en cascos, garrotes y bombas molotov. Todos contentos”. 
En algunas partes de su intervención Mishima destaca los posibles puntos en común que incluso permitirían una alianza entre izquierdistas y derechistas, y aprovecha de responder a un afiche puesto en la entrada campus en que se le describía como un “gorila anacrónico” reconociendo ser en efecto un “primitivo”
Los puntos en común que proponía Mishima no solo eran un intento vano de mediar entre ambas posturas, sino que reconocía tanto en él como en el Zenkyoto respuestas distintas frente a un mismo fenómeno: la modernización acelerada de la sociedad japonesa de la posguerra, la perversión del mundo y la destrucción de la tradición que despertaba una nostalgia transversal. Es por ello que la popularidad de la obra de Mishima entre los miembros del movimiento estudiantil no tenía tanto de contradictorio como inicialmente parecería. Posterior al debate, Mishima aseguraría haberlo disfrutado y diría lo siguiente acerca de los estudiantes:
Sentí simpatía por ellos. Somos amigos separados por una valla. Nos sonreímos; pero no podemos besarnos [...]. La posición de los Zegakuren (sic) y la mía es casi idéntica. Tenemos las mismas cartas sobre la mesa. Pero yo tengo un comodín: El emperador